# Johann Heinrich Liebeskind
Johann Heinrich Liebeskind, auch Johann Heinrich von Liebeskind (* 24. April 1768 in Bayreuth, Oberfranken; † 18. Juni 1847 in Eichstätt, Oberbayern) war ein deutscher Jurist und Autor.

## Leben
Liebeskind war der Sohn des Flötisten und Bayreuther Kammermusikus Georg Gotthelf Liebeskind. Seine Mutter Carolina Eleonora Brigitta, geborene Wiedehaupt, starb kurz nach seiner Geburt. Sein Vater, dem eine Stelle in Ansbach angeboten worden war, ließ den Sohn bei Verwandten. Im Dezember 1771 heiratete er erneut und holte den Sohn 1772 nach Ansbach, wo dieser aufwuchs und ab 1776 das Gymnasium besuchte.
Obwohl Liebeskind der Sohn und Enkel von Musikern war, begann er im April 1787 ein Studium der Rechtswissenschaften an der Universität Erlangen, wo er 1788 in das „Institut der Moral und der schönen Wissenschaften“ aufgenommen wurde.
Als Hofmeister von Karl Philipp von Gemmingen (1771–1831), dem Sohn des markgräflich ansbachischen Ministers Karl Friedrich Reinhard von Gemmingen, begleitete er diesen im Oktober 1790 an die Universität Göttingen, wo er sein Studium fortsetzte. Am 30. Januar 1793 wurde er mit der Arbeit De iusta in iure facienda explicatione canonis, cessante causa, cessat effectus promoviert.
Noch im selben Jahr wurde er Konsulent in Riga und 1794 Justizkommissar und Kriminalrat in Königsberg. Ab 1797 war er königlich preußischer Regierungsrat in Ansbach und ab 1807 königlich bayerischer Oberjustizrat in Bamberg. Im Jahr 1808 wurde er Oberappellationsgerichtsrat in München. 1827 wurde er zum Appellationsgerichtsdirektor in Landshut ernannt, ging aber bereits zwei Jahre später (1829) in dieser Funktion nach Ansbach, ab 1832 war er wieder in Landshut und 1833 nochmals in Ansbach. Am 14. März 1838 wurde Liebeskind mit der Verlegung des Appellationsgerichtes für Mittelfranken ein letztes Mal nach Eichstätt versetzt. Im Juli des gleichen Jahres wurde er pensioniert.
Liebeskind war mit der Schriftstellerin und Übersetzerin Meta Forkel (gesch.), geborene Wedekind (* 22. Februar 1765; † 1853) verheiratet. Wann sie sich kennenlernten, ist nicht bekannt, Anfang 1792 war die damals noch verheiratete Meta Forkel von dem Studenten Liebeskind schwanger und zog sich bis zur Geburt des Sohnes Adalbert am 2. Oktober 1792 nach Frensdorf bei Bamberg zurück. 1794 heiratete Liebeskind Meta Forkel. Er wurde noch mehrfach Vater: Seine Söhne sind Friedrich (* 14. Januar 1798), Ferdinand (* 27. April 1800) und Heinrich Ludwig (* 6. Mai 1802). Eine 1794 geborene Tochter Antonia wurde nur vier Jahre alt.
Am 18. Juni 1847 starb Liebeskind „früh 4 ½ Uhr“ in Eichstätt „an Altersschwäche“ und wurde am 20. Juni dort beigesetzt. Liebeskind war 79 Jahre und 2 Monate alt geworden. Seine Frau starb sechs Jahre später, ebenfalls in Eichstätt.
Liebeskind war bekannt für sein virtuoses Flötenspiel und veröffentlichte mehrere Aufsätze zum Thema. Von seinen Schriften sind die Rückerinnerungen von dauerhafter Bedeutung, vor allem wegen der Darstellung der Ereignisse um das Ende der Mainzer Republik 1793, in deren Folge seine Geliebte und spätere Frau Meta mehrere Monate auf der Festung Königstein eingekerkert war, da sie als Jakobinerin galt. Liebeskind nahm am geistigen Leben im damaligen Deutschland teil und korrespondierte u. a. mit den Philosophen Hegel und Kant.
Wann Liebeskind in den Adelsstand erhoben wurde, ist nicht mehr zu ermitteln, da die Personalakten im Zweiten Weltkrieg vernichtet wurden. Möglicherweise wurde er bereits 1817 von Maximilian I. Joseph geadelt, 1825 war die Nobilitierung jedenfalls bereits erfolgt.

## Werke
- Rükerinnerungen von einer Reise durch einen Theil von Teutschland, Preußen, Kurland und Liefland, während des Aufenthalts der Franzosen in Mainz und der Unruhen in Polen. Nicolovius, Strasburg/Königsberg 1795 (Titelangabe folgt der Originalschreibweise; Digitalisat bei archive.org; Datenblatt des Digitalisats der UB Tartu für PDF; 89,4 MB).
  - Festung Königstein – das Gefängnis der ersten Demokraten. Aus einem Bericht des Jahres 1795 von Johann Heinrich Liebeskind, mit Ergänzungen von Christoph Schlott. Hrsg. von Terra Incognita e. V., Königstein, im Rahmen des Projektes „Festung Königstein – Ort europäischer Demokratiegeschichte“. chronicon, Königstein im Taunus [2016], ISBN 978-3-944213-11-8 (kommentierter Reprint).
- Unterricht über die innern und äussern Erfordernisse letztwilliger Verordnungen nach den Vorschriften des Allgemeinen Preussischen Landrechts. Verlag Nikolovius, Königsberg 1797, OCLC 25318626.
- Versuch einer Akustik der Teutschen Flöte. In: Allgemeine musikalische Zeitung. 9. Jg. (1806/07), Nr. 6, 5. November 1806, Sp. 81 ff., und Nr. 7, 12. November 1806, Sp. 97 ff. in der Google-Buchsuche.
- Bruchstücke aus einem noch ungedruckten philosophisch-praktischen Versuche über die Natur und das Tonspiel der Teutschen Flöte. In: Allgemeine musikalische Zeitung. 10. Jg. (1807/08), Nr. 8, 18. November 1807, Sp. 113 ff., Nr. 9, 25. November 1807, Sp. 129 ff. und Nr. 10, 2. Dezember 1807, Sp. 145 ff. in der Google-Buchsuche.